# Глінік над Вагом (Битча)
Глінік над Вагом — (словац. Hliník nad Váhom), село (обец) в складі Окресу Битча розташоване в Жилінському краї Словаччини. Адміністративно Глінік над Вагом приналежний до обеца Битча.
Обец Глінік над Вагом розташований в Битчанській котловині — орієнтовне розташування — супутникові знимки [Архівовано 1 лютого 2018 у Wayback Machine.]. Обец затиснутий між Гріцовським каналом та Вагом. Глінік над Вагом знаходиться в 1 кілометрі від центру однойменного окресу — містечка Битча.